# Dichagyris spissilinea
Dichagyris spissilinea is een vlinder uit de familie uilen (Noctuidae). De wetenschappelijke naam is voor het eerst geldig gepubliceerd in 1896 door Staudinger.
De soort komt voor in Europa.